# Giro de Münsterland 2022
La 16.ª edición de la clásica ciclista Giro de Münsterland fue una carrera en Alemania que se celebró el 3 de octubre de 2022 sobre un recorrido de 205,9 kilómetros con inicio en la ciudad de Telgte y final en la ciudad de Münster.
La carrera formó parte del UCI ProSeries 2022, dentro de la categoría 1.Pro, y fue ganada por el neerlandés Olav Kooij del Jumbo-Visma. Completaron el podio, como segundo y tercer clasificado respectivamente, el belga Jasper Philipsen del Alpecin-Deceuninck y el alemán Max Walscheid del Cofidis.

## Equipos participantes
Tomaron parte en la carrera 17 equipos: 5 de categoría UCI WorldTeam, 4 de categoría UCI ProTeam, 7 de categoría Continental y el equipo nacional alemán. Formaron así un pelotón de 120 ciclistas de los que acabaron 112. Los equipos participantes fueron:
| WorldTeams (5)- Deceuninck-Quick Step - Bora-Hansgrohe - Intermarché-Wanty-Gobert Matériaux - Israel Start-Up Nation - Team DSM ProTeams (4)- Alpecin-Fenix - Gazprom-RusVelo - Sport Vlaanderen-Baloise - Uno-X Pro Cycling Team Equipos continentales (7)- Bike Aid - Dauner-AKKON - Lotto-Kern-Haus - Team SKS Sauerland NRW - À Bloc CT - Leopard - VolkerWessels Cycling Team Equipo nacional- Alemania |
| |

## Clasificación final
- La clasificación finalizó de la siguiente forma:[3]

| \| Clasificación general \| Clasificación general \| Clasificación general \| Clasificación general \| Clasificación general \| \| Ciclista \| Ciclista \| Equipo \| Tiempo \| \| \| --------------------- \| --------------------- \| ------------------------ \| --------------------- \| --------------------- \| \| 1.º \| Olav Kooij \| Jumbo-Visma \| 4 h 36 min 35 s \| \| \| 2.º \| Jasper Philipsen \| Alpecin-Deceuninck \| + 0 s \| \| \| 3.º \| Max Walscheid \| Cofidis \| + 0 s \| \| \| 4.º \| Itamar Einhorn \| Israel-Premier Tech \| + 0 s \| \| \| 5.º \| Sam Bennett \| Bora-Hansgrohe \| + 0 s \| \| \| 6.º \| Fabio Jakobsen \| Quick-Step Alpha Vinyl \| + 0 s \| \| \| 7.º \| Dylan Groenewegen \| BikeExchange-Jayco \| + 0 s \| \| \| 8.º \| Casper van Uden \| Team DSM \| + 0 s \| \| \| 9.º \| Max Kanter \| Movistar Team \| + 0 s \| \| \| 10.º \| Milan Fretin \| Sport Vlaanderen-Baloise \| + 0 s \| \| |                   |                          |                 |
| |                   |                          |                 |
| Fuente: ProCyclingStats |                   |                          |                 |
| Clasificación general |                   |                          |                 |
| Ciclista | Ciclista          | Equipo                   | Tiempo          |
| 1.º | Olav Kooij        | Jumbo-Visma              | 4 h 36 min 35 s |
| 2.º | Jasper Philipsen  | Alpecin-Deceuninck       | + 0 s           |
| 3.º | Max Walscheid     | Cofidis                  | + 0 s           |
| 4.º | Itamar Einhorn    | Israel-Premier Tech      | + 0 s           |
| 5.º | Sam Bennett       | Bora-Hansgrohe           | + 0 s           |
| 6.º | Fabio Jakobsen    | Quick-Step Alpha Vinyl   | + 0 s           |
| 7.º | Dylan Groenewegen | BikeExchange-Jayco       | + 0 s           |
| 8.º | Casper van Uden   | Team DSM                 | + 0 s           |
| 9.º | Max Kanter        | Movistar Team            | + 0 s           |
| 10.º | Milan Fretin      | Sport Vlaanderen-Baloise | + 0 s           |

## UCI World Ranking
El Giro de Münsterland otorgó puntos para el UCI World Ranking para corredores de los equipos en las categorías UCI WorldTeam, UCI ProTeam y Continental. Las siguientes tablas muestran el baremo de puntuación y los 10 corredores que obtuvieron más puntos:
| Posición              | 1.º | 2.º | 3.º | 4.º | 5.º | 6.º | 7.º | 8.º | 9.º | 10.º | 11.º | 12.º | 13.º | 14.º | 15.º | 16.º-30.º | 31.º-40.º |
| Clasificación general | 200 | 150 | 125 | 100 | 85  | 70  | 60  | 50  | 40  | 35   | 30   | 25   | 20   | 15   | 10   | 5         | 3         |

| Clasificación |                   |                          |         |
| Posición      | Ciclista          | Equipo                   | General |
| ------------- | ----------------- | ------------------------ | ------- |
| 1.º           | Olav Kooij        | Jumbo-Visma              | 200     |
| 2.º           | Jasper Philipsen  | Alpecin-Deceuninck       | 150     |
| 3.º           | Max Walscheid     | Cofidis                  | 125     |
| 4.º           | Itamar Einhorn    | Israel-Premier Tech      | 100     |
| 5.º           | Sam Bennett       | Bora-Hansgrohe           | 85      |
| 6.º           | Fabio Jakobsen    | Quick-Step Alpha Vinyl   | 70      |
| 7.º           | Dylan Groenewegen | BikeExchange-Jayco       | 60      |
| 8.º           | Casper van Uden   | DSM                      | 50      |
| 9.º           | Max Kanter        | Selección de Alemania    | 40      |
| 10.º          | Milan Fretin      | Sport Vlaanderen-Baloise | 35      |